# لي قسطنطين
لي قسطنطين (بالإنجليزية: Lee Constantine)‏ هو سياسي أمريكي، ولد في 6 نوفمبر 1952 بويلمنغتون في الولايات المتحدة. حزبياً، نشط في الحزب الجمهوري. وقد انتخب عضو مجلس ولاية فلوريدا وانتخب عضو مجلس نواب فلوريدا.